# Joaquín Prado
Joaquín Prado Brañas (nacido el 17 de marzo de 1976 en Oviedo) es un entrenador español de baloncesto

## Etapa como entrenador
Joaquín inició su carrera como entrenador de baloncesto con apenas 20 años, en el C.B. Vetusta de su localidad natal. En la temporada 1998/99 se hace cargo del Universidad Oviedo-Vetusta de la 2ª división femenina, logrando el ascenso a Liga Femenina un año más tarde tras sumar 21 victorias en sendos partidos. Desde 2000 hasta 2004 compaginó su cargo de primer entrenador del Universidad de Oviedo de Primera Nacional con su labor en la cantera del Colegio San Ignacio.
En la temporada 2004/05 se incorpora al personal técnico de Calefacciones Farho Gijón como entrenador ayudante de Diego Tobalina. En el siguiente curso coge las riendas de este equipo de LEB Oro tras la destitución de Diego Tobalina. Logra el objetivo de la permanencia con un gran final de temporada y se gana la renovación con la entidad asturiana. A pesar de un brillante inicio de campaña 2006/07, fue destituido en la jornada 24. 
La temporada siguiente ocupó el banquillo del Rayet Guadalajara de la recién creada LEB Bronce. Su buena labor en Guadalajara le llevó a formar parte del CB Murcia de la liga ACB, donde estuvo dos años en calidad de segundo entrenador. En los últimos meses en Murcia coincidió con Edu Torres, actual director deportivo del Força Lleida, que ejerció de técnico principal sin poder evitar el descenso de los rojillos a la Adecco Oro.
La temporada 2010/11 recaló en Lleida para formar un tándem con Josep María Raventós al frente del equipo de Adecco Oro. El Lleida Basquetbol consiguió sin problemas la permanencia y Prado siguió una temporada más en él tras la incorporación de Edu Torres a la junta directiva, aunque en esta ocasión como director deportivo y coordinador de la base. 
En 2012, se convierte en entrenador de la primera plantilla del Força Lleida Club Esportiu, que militará en la Adecco Oro con un proyecto joven pero ambicioso.
En 2015, renueva por tres temporadas en el Força Lleida.

## Trayectoria deportiva
- 2004-05. Calefacciones Farho Gijón. LEB 1. Entrenador ayudante de Diego Tobalina
- 2005-06. Calefacciones Farho Gijón. LEB 1. Entrenador ayudante hasta la jornada 13, cuando se convierte en primer entrenador
- 2006-07. Calefacciones Farho Gijón. LEB 1.
- 2007-08. Rayet Guadalajara. LEB Bronce.
- 2008-09. CB Murcia. ACB. Entrenador ayudante de Manolo Hussein.
- 2009-10. CB Murcia. ACB. Entrenador ayudante de Moncho Fernández.
- 2009-10. CB Murcia. ACB. Entrenador ayudante de Edu Torres.
- 2009-10. Força Lleida Club Esportiu. LEB Oro. Entrenador ayudante de Josep Maria Raventós.
- 2012-2015. Força Lleida Club Esportiu. LEB Oro.
- 2016-2017. Basket Navarra Club. LEB Plata.
- 2017-2018. Chocolates Trapa Palencia. LEB Oro.
- 2021-2022. CBF Lleida Sènior Femení. Segona Catalana